# St. Paul, Arkansas
St. Paul är en ort i Madison County i delstaten Arkansas, USA.